# CRフィーバー機動戦艦ナデシコ
『CRフィーバー機動戦艦ナデシコ』（CRフィーバーきどうせんかんナデシコ）は、2009年7月にSANKYOから発表されたデジパチタイプのパチンコ。アニメーション作品『機動戦艦ナデシコ』とのタイアップ機である。
2009年8月3日に東京・秋葉原の3ホールに先行導入された後、同年9月上旬より全国各地に導入されている。なお2010年5月上旬には「甘デジ」タイプが追加発売された。
登場人物・メカニックについては『機動戦艦ナデシコの登場人物』『機動戦艦ナデシコの登場兵器』を参照の事。

## 概要
スペックの異なる「RX」「NX」、さらに「甘デジタイプ」の「甘RX」の3タイプが用意されている（詳細は下述）。なお「RX」「NX」の盤面イラストは共通だが、「甘RX」のそれは異なる。盤面の液晶右側にはミスマル・ユリカとホシノ・ルリ（第23話で披露したネコの着ぐるみ姿）のフィギュアが搭載され、表裏一体となっている。これが回転することにより滞在ステージを表している。液晶上部には戦艦ナデシコの役物が搭載され、これは後述する「ナデシコリーチ」と連動して可動する。突然確変は「ナデシコ」の劇中劇として登場する「ゲキ・ガンガー3」が活躍する「ゲキ・ガンガーモード」となる。時短時の最大保留は8個（ヘソ・電チューそれぞれ各4個が最大。また、従来の機種とは異なりヘソ・電チューを問わず入賞した順番で消化する）。なお潜伏確変は搭載していない。

### 大当たり時の曲
大当たり時の曲は「YOU GET TO BURNING」、4の倍数の連チャン時の大当たり時の曲は「私らしく」、ゲキ・ガンガーモードでの大当たり時の曲は「レッツゴー ゲキガンガー3」となっている。

## ジョグダイヤル
ジョグダイヤルは、以下の裏コマンド（裏技）が確認されている。

### 裏コマンド1
- 確変大当たり中の16ラウンド（ROUND16）中に、｢下・下・右・左・上・上・右・左｣と入力すると、次回大当たりの曲が｢私らしく｣になる。
  1. コマンド入力成功時には｢バカばっか｣のボイスが発生する。
  2. 次回大当たりがゲキ・ガンガーモード突入の場合はNG。

### 裏コマンド2
- 2連チャン以降の1ラウンド目に｢左・右・上・下｣と入力し、ジョグボタンを押すと、ジョグボタンを押した回数の話を見られる。
  1. コマンド入力成功時には｢バカばっか｣のボイスが発生する。

## 図柄
ユリカステージ・ルリステージでキャラは共通だが、ルリステージではキャラがデフォルメされたものに変更されている。

### 基本図柄
- 確変図柄
  - 1. テンカワ・アキト
  - 3. ホシノ・ルリ
  - 5. スバル・リョーコ
  - 7. ミスマル・ユリカ
  - 9. ダイゴウジ・ガイ
- 通常図柄
  - 2. ハルカ・ミナト
  - 4. メグミ・レイナード
  - 6. アオイ・ジュン
  - 8. イネス・フレサンジュ

### ゲキ・ガンガーモード時の図柄
- 確変図柄
  - 1. 大地アキラとリクガンガー
  - 3. 天空ケンとゲキ・ガンガー3
  - 5. 海燕ジョーとウミガンガー
  - 6. 国分寺ナナコと国分寺超研究所
- 通常図柄
  - 2. ハイペリオン皇帝とハイペリオンロボ
  - 4. アカラ王子とアカラスペシャル

## ステージについて
ユリカステージ
背景はナデシコの艦内や宇宙空間、砂漠など。保留マークは立方体。
ルリステージ
背景は草原やお花畑、遊園地など。保留マークは星。

## 予告アクション

### ステージチェンジ予告
フィギュアが左右に動作した後、回転してステージが変化すればリーチ確定。ただし信頼度は低い。擬似連予告に移行することもある。

### ステップアップ予告
- ユリカステージ - 「左回り」・「右回り」の2種類

　左回り　イネス→リョーコ→ヒカル→ハルカ→ユリカの順
　右回り　ウリバタケ→イズミ→ナガレ→メグミ→ユリカの順
　リョーコ・イズミからは中央のアキトやルリに分岐することもある。順番が後の方ほど信頼度が高い。
　
　途中、イネス(ウリバタケ)→ユリカなどすっ飛ばしでステップアップすることもある。
　枠が青→黄→赤→サクラの順で信頼度が高い。
　各キャラクターにコスプレバージョンがある。
- ルリステージ - 「トカゲ捕獲作戦」と「ユリカドタバタ劇場」の2種類。

　｢トカゲ捕獲作戦｣
　 トカゲ登場→リョーコ登場→アキト登場→捕獲成功→みんなで祝福
　｢ユリカドタバタ劇場｣
　 トカゲ登場(素通り)→ジュン登場→ユリカ登場→アキト登場→ユリカがアキトに抱きつく→ルリ登場「バカばっか」
　 登場するトカゲの色が黄色ではなく赤色ならチャンスアップ。サクラ図柄なら激熱。

### メールミッション予告
消化中の保留球マークが手紙マークならそこからメール予告に発展する。内容は「左の図柄に『7』を出して」や「この回転で『3』のリーチをかけて」など。リーチへの発展率はかなり低いが、リーチになればこの時点で確変大当たりが確定。

### 会話予告
両ステージで内容は異なるものの、内容によって信頼度が変化する。文字が赤色だったり、三人目が登場するとチャンス。

### 背景変化予告
ユリカステージではネルガル重工のマーク入りのシャッターが連続して開き、ルリステージではルリのイラスト入りカーテンが連続して開く。それぞれ最大5枚で枚数が多い程信頼度がアップ。シャッター、カーテンともに「青＜赤＜桜柄」の色変化有り

### フィギュア会話予告
液晶左のフィギュアと液晶下部に内蔵された「シャッタービジョン」が連動する。会話内容によって信頼度が変わる。

### 擬似連続予告
チャンス目で突入し、シャッタービジョンに「CAUTION!」「WARNING!」「DANGER!」の文字が浮かび上がる。後者の方が信頼度が高い。
※信頼度　1回　約8％(リーチ確定)
　　　　　2回　約16％(リーチ確定)
　　　　　3回　約52％(ナデシコリーチ確定)
　　　　　4回　確変濃厚(スーパー無しの直当たり濃厚)

### シャッタービジョン予告
「通常運航中」「座標測定中」などの文字が浮かび上がる。擬似連予告とは異なる。ユリカのアップと「出撃可能」などの文字が同時登場でスーパーリーチに移行確定。

### 先読みメモリー予告
保留球を示すマークの上にさらに図柄があればスーパーリーチへのチャンス。「？」「！」「ナデシコマーク」の順に信頼度が上がる。また現在消化中の保留球マークが「CC」「黄色い思兼」は低チャンス。「ナデシコマーク」「赤い思兼」「ルリ」「アキト」「リョーコ」「タヌキ」「ラーメン」「デンジン」などのレアマークが登場すれば高チャンス。「ゲキ・ガンガー」だとゲキ・ガンガーモードへの移行が濃厚。

### ボイス予告
テンパイした後に「さらにチャンス！」「さらに激熱っ！」などの追加ボイスがあればチャンスアップ。

### フェイスアップ予告
ユリカステージのみ。テンパイ後にキャラがアップでセリフをしゃべれば激熱。

### 群予告
ルリステージのみ。テンパイ後にキャラの大群が横切れば激熱。「コスプレしたキャラ」「オールキャラ」なら大当たり確定、「ガイ」がいれば確変大当たり確定。

## スペシャル予告

### なぜなにナデシコ
ナデシコの艦内放送をモチーフにしたもの。ウサギの着ぐるみ姿のユリカと「おねえさん」役のルリが登場し、図柄がテンパイすればスーパーリーチへの移行が確定。なお液晶左側にはこの2人を模した小さな役物があり、通常予告時に登場すればチャンスアップ。リーチがかかれば「チャンス」「大チャンス」「激アツ」などのセリフの内容でも信頼度が変化する。
テンパイ後、ルリのカットインがあればチャンス。

### ミニゲーム予告
全てチャンスボタン(ナデシコシューティングのみジョグダイアルも使用)を使用する。
かみずもう対決(ルリステージ)
ルリとトカゲが紙相撲で対決し、ルリが勝てばスーパーリーチ移行が確定し、土俵外に飛ばされたトカゲの裏面の文字（「スーパー」など）で信頼度が変化する。引き分けでもリーチに移行。ルリがアキトならチャンス。サクラ柄なら激熱。
ナデシコシューティング (ルリステージ)
1980年代のテレビゲーム風の演出で、敵ボスを撃破すればスーパーリーチ移行が確定。時間切れでもリーチ移行確定。赤ならチャンス。サクラ図柄なら激熱。クリア後のスコアでも信頼度が変わり、さらに「SANKYO」の文字が出れば大当たり確定。
記憶マージャン(ユリカステージ)
麻雀牌の3つぞろえを完成させればリーチ移行決定。内容は「スーパー（リーチ）」「チャンス」「激アツ」などがある。リーチ棒が赤ならチャンス。サクラ図柄（「大変よくできました」）なら激熱。
シャッターチャンス(ユリカステージ)
ウリバタケがハンマーでシャッタービジョンの「思兼」マークを叩き、見事打ちつぶせればリーチ確定。成功後のビジョンには記憶マージャン同様に文字が現れ、信頼度はその内容によって変化する。

### ボソンジャンプ予告
リールが左→右→中の順に消灯し、ハズレ図柄のブランク部の図柄（ユリカステージなら「CC」、ルリステージなら「星」）が輝きだし、ユリカのアップとともに大きく拡散してジャンプが成功すればリーチ移行確定。
リールが一斉に消灯することもあり、この場合は必ず成功し、リーチ移行が確定する。いずれも成功すれば激熱。
また、ボソンジャンプが成功した後、画面がブラックアウトしてゲキガンガーモードに移行する可能性も有り。

### ナデシコチャンス
図柄のうち「7・※・5」がテンパイした後にリーチアクションとなり（ならない場合もある）、真中が「4」となれば「7・4・5」で「ナデシコ」となりナデシコリーチなどのスーパーリーチへ移行が確定。なおリーチ内容は4種類の中からチャンスボタンでランダムに決定される。選択画面にSANKYOのロゴがあれば激熱。

### アイキャッチ予告
テンパイ後、テレビ作品同様のアイキャッチ（ナデシコマーク）が登場すればスーパーリーチ移行確定。さらにユリカが登場して敬礼すれば信頼度がさらにアップ。サクラ背景なら激熱。プレミア演出として「コスモス（ナデシコ型戦艦2番艦）マーク」「木連マーク」が出たら大当たり確定。

### 次回予告
変動開始直後に画面がブラックアウトし、テレビ作品同様の次回予告が登場すればストーリーリーチやナデシコリーチなどのスーパーリーチに移行確定。

## リーチアクション

### ロングリーチ
通常変動でハズレだったものの、下部に「1・2・3」などの順子で揃えば横スクロールリーチとなる。1ラインから3ラインまである。2周目に突入するとゲキ・ガンガーモードへ移行するチャンス。

### サブキャラリーチ
各種とも、数字が揃えば大当たり。またハズレ後にはゲキ・ガンガーモードへの移行チャンスがある。
ウリバタケリーチ
ウリバタケが図柄に見立てたフィギュアを完成させる。チャンスアップ要素は「横にヒカル」「机上に工具」「机上のマットの色」など。
ホウメイリーチ
ホウメイがフライパンで図柄をひっくり返す。チャンスアップ要素は「横にフクベ提督」「ホウメイのキャップの色」「火力」など。
イネスリーチ
イネスが指示マーカーを黒板に指した時、その数字が当たり図柄なら大当たり。チャンスアップ要素は「イネスの帽子の色」「背景に思兼マーク」「差し棒の形」など。
プロスペクターリーチ
プロスペクターが宇宙そろばんで計算を行なう。チャンスアップ要素は「横にゴート」「ネクタイの色」など。
ジュンリーチ
艦内の廊下でジュンの目の前をユリカが数字を回しながら歩く。チャンスアップ要素は「ジュンのノートの色」「ユリカがコスプレ姿」など。
エリナリーチ
エリナが生体ボソンジャンプの実験を行なう。チャンスアップ要素は「横にナガレ」「数字の周りの稲妻の色」など。
　前回と同じサブキャラリーチであればチャンス。
　確変中に発生すれば確変濃厚。

### メインキャラリーチ
2種類とも、ハズレ確定後にナデシコ役物落下での復活演出あり。
夜食リーチ（アキト試練の「夜食」）
ユリカステージのみ。アキトがユリカたちの作った夜食を完食できれば大当たり。アキトの表情や夜食の旗の種類などで信頼度が変わる。
解析リーチ（ルリちゃん「解析」）
ルリステージのみ。ルリが前方障害物を「オモイカネ」で解析し、当たり図柄を導き出せば大当たり。演出途中のメグミやハルカのセリフなどで信頼度が変わる。

### ナデシコリーチ
ナデシコの役物と連動して、重力波砲「グラビティブラスト」を発射させる。盤面左下にはその際に光弾の役目をするランプが取り付けてある。図柄が焼きぬかれ、当たり図柄で止まれば当たり。ちなみにシングルリーチでは横からの、ダブルリーチでは正面からの変動となる。なお、上記「サブキャラリーチ」などからの移行もあり、その際はナデシコ役物が大きく動き、リーチ移行後元に戻る。ハズレても「Yユニット接続・相転移砲発射」による復活演出あり。

### 全機出撃リーチ
リーチ後の通常変動でハズレが確定した後、紫色のナデシコマークが浮かび上がればこのリーチになる。アニメ部分は第20話をモチーフにしてCGで作られた。エステバリス隊がデンジンを撃破すれば大当たり。アキトの突撃による復活演出あり。

### 「激突」！3エンジェルズリーチ
第4話がモチーフ。エステバリス隊のうち、リョーコ・ヒカル・イズミの3機が出撃、デビルエステバリスを撃破すれば大当たり。
リョーコの再度攻撃による復活演出あり。

### アキト「特攻」！リーチ
第1話がモチーフ。トカゲに囲まれたアキトがこれを迎え撃ち、最後にダイマジンを撃破すれば大当たり確定。ガイ登場による復活演出あり。

### ストーリーリーチ
「『親善大使？』救出作戦！」
第9話をモチーフにしたもの。妨害する敵機を撃破し、北極海域の孤島に残された親善大使を救い出すことができれば大当たり。ルリ、もしくはムネタケのカットインが登場する復活演出あり。
「ナナフシ破壊作戦！」
第11話をモチーフにしたもの。敵の新型兵器・ナナフシを破壊すれば大当たり。ナガレ登場による復活演出あり。
「明日の『艦長』は君だ！」
第19話をモチーフにしたもの。「艦長コンテストでユリカが優勝すれば大当たり」となっているが、実際はプレミア扱いでリーチ突入の時点で確変大当たり確定となる。

### 「突アツ！」予告
スーパーリーチの終盤でのカットイン（チャンスボタン出現時）でユリカステージならユリカの、ルリステージならルリのアップと「突アツ！」文字が登場（同時にフィギュアが回転）すれば大当たり確定となる。なおメーカー発表では「信頼度の低いリーチほど出現率が上がる」としている。

### ルリちゃん全回転
第19話をモチーフにしたもの。ルリがステージ上で「あなたの一番になりたい」を熱唱する、プレミアリーチ。登場した時点で確変大当たり確定。

### 再抽選
通常大当たり確定後、ユリカもしくはルリが祈りを捧げる再抽選演出に移行する。確変大当たり確定後にも出現することがあるが、格下げはない。
特別演出（確変昇格確定）は次の通り。
- 確変図柄だけスクロール
- フィギュア回転
- ナデシコ役物が動く
- ガイが登場
- ユリカがVサインで登場（背景が赤）
- ルリが照れ顔で登場（背景が赤）
- アキトが登場（背景が赤）

### ラウンド昇格
通常当たりでのラウンド消化中（もしくは終了時）、昇格演出によりゲキ・ガンガーモードに移行することがある。なお、昇格確定後は右上当たり図柄の下に「激我」の文字が表示される。RXの場合、これが発生した場合は発生中の当たりが「12R確変当たり」に相当する。また、RXでは通常当たり13Rに突入することがあり、この時には「超激我」の文字が登場し、実質「16R確変当たり」となる。
- ラウンド中にユリカがVサインで登場（通常演出でのものとは別）
- シャッタービジョンが動き、チャンスボタンでゲキ・ガンガーの絵か「激我」「超激我」の文字が浮かぶ（5Rまで）
- ナデシコ役物が動く（6Rから10Rまで）
- ラウンド終了後のアキト登場時（”チャンスタイム突入”）に画面がブラックアウトした時

なお「甘RX」では最終ラウンドでナデシコ役物が落下し、16Rに昇格する演出が追加されている。16R昇格は通常図柄での当たりからしか発展しない。

## ゲキ・ガンガーモード

### 突入・図柄変動
リーチ中にブラックアウトし、ゲキ・ガンガーのパイロットたちが登場する演出に移行して突入する。図柄変動時はシャッタービジョンがレーダーの代わりとなり、状況に応じて様々に変化する。

### 対決
リーチ突入前には登場キャラがカットインで登場し、そのキャラで確変当たりの期待度が変化する。信頼度はナナコ＞博士＞ジュンペイ＞ツチノコ怪獣。
対決演出は自動的にリーチとなる。
ゲキ・ガンガーチームはアキラ・ジョー・ケンの順に、敵（キョアック星人）はハイペリオン皇帝・アカラ王子・シックースの順に信頼度が上がる。またその攻撃内容でも味方は「ゲキガンパンチ」「ゲキガンカッター」「ゲキガンフレア（勝利確定）」の順で、敵は「強攻撃」（ビームなど）「弱攻撃」（パンチなど）の順に信頼度があがる。
まずチャンスボタン連打で攻守が決定され、ゲキ・ガンガーが攻撃態勢になれば確変図柄で、またキョアック星人側が攻撃態勢になれば通常図柄でのリーチになる（敵攻撃と見せかけて自軍攻撃になる演出あり）。敵攻撃時はジョグダイヤルで攻撃を避けることができ（成功すれば攻撃に転じて勝利確定）、また攻撃を喰らうとチャンスボタン連打で耐えられるかどうかが決まる。
勝負に勝てば確変大当たり、負ければ通常大当たりとなる。なお決着が付かない場合、敵攻撃を耐えればモード継続（当該変動で突確当たりを引いていたか、単なるハズレリーチだったことが確定）、ゲキ・ガンガーの攻撃が失敗すると単なるハズレ。
また、敗戦直後にナナコやジュンペイが登場すれば復活演出で確変大当たりとなる。さらにゲキ・ガンガー2号機である「ゲキ・ガンガーV」が登場するプレミア演出（登場時点で勝利確定）もある。
確変当たり・通常当たりでゲキ・ガンガーモードは終了し、再び通常ステージに戻る。

## プレミアム及び確定演出まとめ
- 1×9のダブルリーチは確変大当たり確定。
- 6の上段リーチは大当たり確定。
- 各スーパーリーチにてハズレ後に復活演出発生なら確変大当たり確定。
- スペシャルリーチ移行前の演出で「大変よくできました」が出れば大当たり確定。
- 各種SANKYOキャラ（夢夢ちゃん、ドラム君、CRフィーバー大夏祭りのキャラなど）の登場時は確変大当たり確定。
- 変動時の背景がエステバリス格納庫なら確変大当たり確定。
- 他のSANKYO機種同様に「クリステラフラッシュ」が作動すれば確変大当たり確定。
- ナデシコチャンスの選択画面が4つともSANKYOのロゴなら確変大当たり確定。
- 変動中・リーチ後にSANKYOロゴ、もしくはロゴボイス(Good luck,Good life,SANKYO)が発生すれば確変大当たり確定。
- 「ユリカステージで群予告」などの「法則崩れ」は大当たり確定。

## スペック

### CRフィーバー機動戦艦ナデシコM.O.E-RX
- 保通協型式名：CRフィーバー機動戦艦ナデシコM.O.E-RX
- 大当たり確率：1/319.7（低確率）→1/32（高確率）
- 賞球：3&10&15
- ラウンド数：2 or 12 or 16ラウンド・10カウント
- 確変割合：確変16R：40% 確変12R :4% 確変2R：16% 通常12R：40%
- 時短：通常大当たり終了後70回

RXは確変図柄16ラウンドの場合、約2,100発の出球を得る。確変12R及び通常図柄は約1,570発。

### CRフィーバー機動戦艦ナデシコM.O.E-NX
- 保通協型式名：CRフィーバー機動戦艦ナデシコM.O.E-NX
- 大当たり確率：1/319.7（低確率）→1/32（高確率）
- 賞球：3&10&14
- ラウンド数：2 or 16ラウンド・8カウント
- 確変割合：確変16R：47% 確変2R：16% 通常16R：37%
- 時短：通常大当たり終了後100回

NXは確変・通常ともに16ラウンドだが賞球数・カウント数がRXと異なるため、出球は約1,550発。

### CRフィーバー機動戦艦ナデシコ甘M.O.E-RX
- 保通協型式名：CRフィーバー機動戦艦ナデシコ甘M.O.E-RX
- 大当たり：確率：1/129.8（低確率）→1/21.6（高確率）
- 賞球：3&10&15
- ラウンド数：2 or 5 or 16ラウンド・10カウント
- 確変割合：56%
- 時短：通常大当たり終了後30回

## オンラインゲーム
ハンゲームの「ななぱち」で「RX」のプレイが可能である。